# Jesko von Puttkamer
Pour les articles homonymes, voir von Puttkamer.

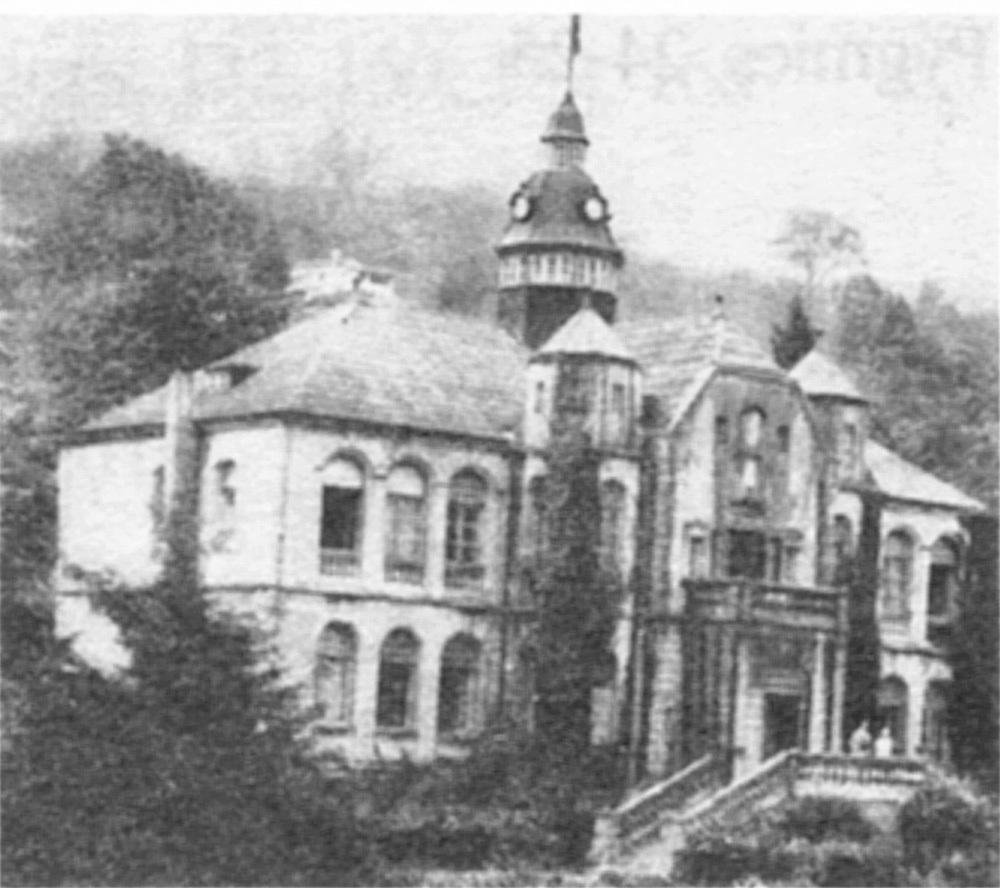
La résidence de Puttkamer à Buéa

Jesko Albert Eugen von Puttkamer (2 juillet 1855, Berlin-23 janvier 1917, idem) est un administrateur colonial allemand qui fut gouverneur du Kamerun et commissaire impérial du Togoland.

## Biographie
Puttkamer appartenait à une vieille famille aristocratique prussienne. Il fit des études juridiques à Strasbourg, Leipzig, Fribourg en Brisgau, Breslau et Königsberg. Il débuta une carrière diplomatique, devenant en 1883 consul d'Allemagne à Chicago. En mai 1885, il fut nommé suppléant du gouverneur du Kamerun, le baron von Soden. En juillet 1887, il devint commissaire intérimaire du Togoland, puis consul à Lagos en août 1888 et de nouveau commissaire impérial pour le Togo de 1889 à 1893 avec le titre de Landeshauptmann. Puttkamer succéda à Eugen von Zimmerer comme gouverneur du Kamerun en 1895.
Son gouvernorat fut marqué par l'essor économique des grandes plantations autour du Mont Cameroun et l'attribution, en 1898-1899, de concessions à la Gesellschaft Süd-Kamerun (en) (GSK) et à la Gesellschaft Nordwest-Kamerun (en) (GNK). Puttkamer prit l'initiative de déplacer le siège du gouverneur de Douala à Buéa avec l'aide de Hans Dominik. Il y fit construire un petit château connu sous le nom de Puttkamerschlößchen, ce qui donna lieu à controverse. De 1898 à 1903, les troupes coloniales allemandes achevèrent l'occupation du Cameroun jusqu'au lac Tchad et menèrent une guerre contre l'émir d'Adamawa, sous les ordres du lieutenant-colonel Curt Pavel, contre la volonté de Puttkamer. Alors qu'il était, au début de son mandat, un partisan des conquêtes militaires, ainsi que le montrent les expéditions contre les Abo, les Kpe et les Bakoko (1894-1896), il changea de position par la suite, entrant fréquemment en conflit avec le corps des officiers coloniaux. À l'administration militaire, il préféra une intégration pacifique des sociétés indigènes placées sous la souveraineté allemande.
À cause de sa politique de concessions controversée et de plusieurs affaires qui avaient terni sa réputation dans l'opinion publique, Jesko von Puttkamer fut placé en retraite provisoire sous la pression des milieux militaires le 9 mai 1907 et admis à toucher sa pension l'année suivante.
Jesko von Puttkamer relata ses impressions dans un livre intitulé Gouverneursjahre in Kamerun, publié en 1912.